# H-Kabel

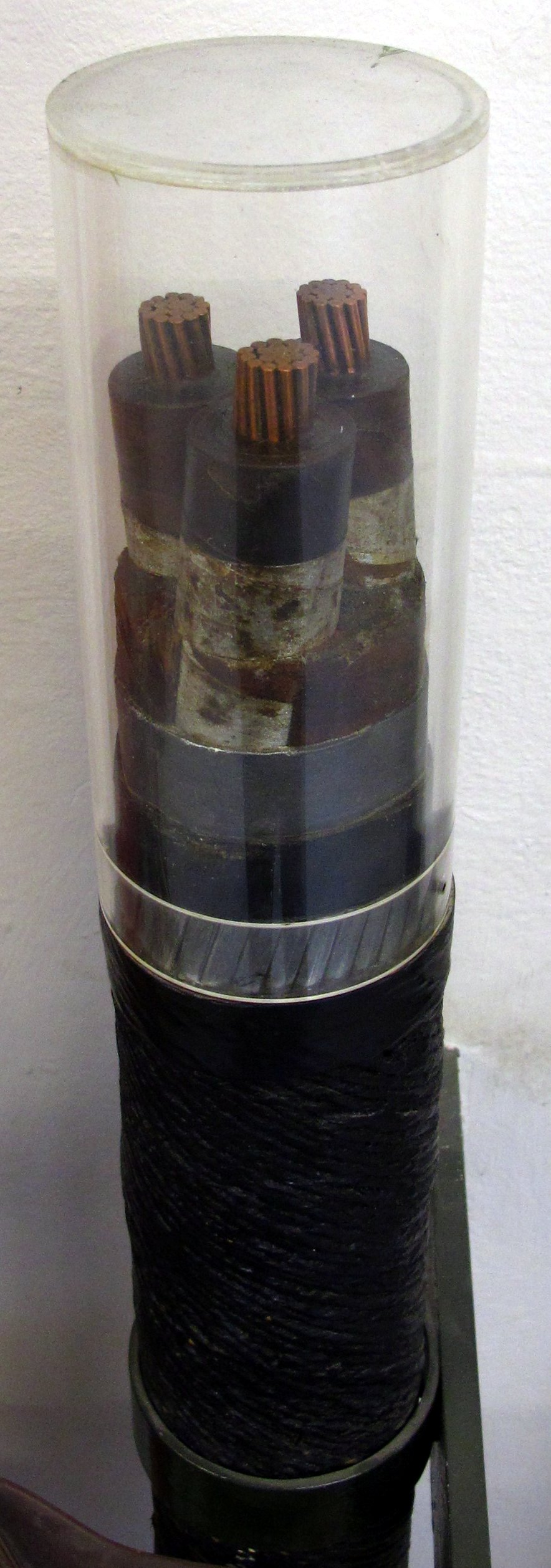
Höchstädter-Kabel, um 1930, mit metallisiertem Papier zur äußeren Abschirmung

Ein H-Kabel, auch Höchstädter-Kabel, ist ein spezielles Hochspannungskabel mit drei Leitern für Dreiphasenwechselstrom. Es wurde von Martin Höchstädter Anfang des 20. Jahrhunderts entwickelt. Diese Kabel werden in der Hochspannungstechnik zum Zweck der elektrischen Energieverteilung eingesetzt.
Bei dieser Variante von Dreileiterkabeln besitzt jeder Leiter zusätzlich eine metallisierte Abschirmung auf der Isolierung. Durch diese Isolierung wird eine radiale und gleichmäßige Ausrichtung des elektrischen Feldes erreicht. Für H-Kabel kann so eine höhere Betriebsspannung erreicht werden, da die Isolierung weniger beansprucht wird als bei normalen Dreileiterkabeln aus dem Niederspannungsbereich ohne Abschirmung.